# 1857
1857 (MDCCCLVII) byl rok, který dle gregoriánského kalendáře započal čtvrtkem.

## Události
- 3. března – Francie a Spojené království vyhlásilo válku Číně – druhá opiová válka.
- 21. března – zemětřesení v Tokiu zabilo 100 000 lidí.
- 12. září – Poblíž karolínského pobřeží se v hurikánu potopil parník SS Central America. Zahynulo 425 lidí a ke dnu šlo 14 tun zlata pro americké banky. Ztráta tak ohromného množství zlata přispěla k rozvoji finanční krize.
- Začalo povstání Sipáhíů v Indii proti britské nadvládě a za zájmy rolnictva. Hlavní silou lidového povstání byli Bengálci v anglických službách na severu Indie. Po tuhém boji bylo povstání roku 1858 potlačeno.
- Britský cestovatel John Hanning Speke se vydává na první expedici k prameni Nilu, ale většina lidí nevěří tvrzení, že jej našel (Viktoriino jezero).
- stavba železniční tratě Vídeň–Terst.
- Začala stavba železničního tunelu pod Mont Cenis mezi Francií a Itálií.
- Francie začala s těžbou ropy.
- Byla dostavěna Pevnost Boyard.
- Anglo-francouzská okupace Pekingu (1857–1860).
- Občanská válka v Mexiku.

### Probíhající události
- 1817–1864 – Kavkazská válka
- 1850–1864 – Povstání tchaj-pchingů

## Vědy a umění
- Silas Mitchell v americkém periodiku The Chess Monthly odhalil podstatu údajného šachového automatu Turek, podvodu rakouského vynálezce Wolfganga von Kempelena

## Narození

### Česko
- 1. ledna – František Oldřich Vaněk, český orientalista, fotograf a propagátor letectví († 2. ledna 1923)
- 22. ledna – Josef Klvaňa, přírodovědec, etnograf, pedagog a fotograf († 13. srpna 1919)
- 28. ledna – Josef Klika, pedagog, komeniolog a překladatel († 24. března 1906)
- 31. ledna – Karel Krejčík, český ilustrátor († 4. ledna 1901)
- 13. února – Friedrich Adler, pražský židovský básník († 2. února 1938)
- 17. února – Josef Bosáček, český malíř († 5. září 1934)
- 19. února – Augusta Rozsypalová, česká učitelka a politička († 23. listopadu 1925)
- 2. března – Oldřich Seykora, český novinář a spisovatel († 15. listopadu 1922)
- 8. března – František Hergesel, český sochař, restaurátor a malíř († 25. ledna 1929)
- 11. března – Adolf Liebscher, český malíř († 11. června 1919)
- 5. dubna – Vilemína Auerspergová, česká hraběnka z rodu Kinských († 1. října 1909)
- 18. dubna – Karel Chytil, historik umění († 2. června 1934)
- 24. dubna
  - Antonín Adamovský, československý politik († 12. června 1938)
  - Jan Vladimír Hráský, rektor Českého vysokého učení technického († 12. dubna 1939)
- 25. dubna – Antonín Cechner, architekt, restaurátor, pedagog a znalec středověkých památek († 24. září 1942)
- 29. dubna – František Ondříček, houslista a hudební skladatel († 12. dubna 1922)
- 7. května – Jan Herben, československý politik, spisovatel a historik († 24. prosince 1936)
- 10. června
  - Bohumil Vojáček, český kontrabasista († 4. října 1926)
  - Joseph Meder, česko-rakouský historik umění (14. ledna 1934)
- 11. června – Václav Hübner, ředitel Národního divadla v Brně († 7. ledna 1920)
- 14. června – Ignaz Petschek, obchodník a průmyslník († 15. února 1934)
- 4. července – Karel Pařík, architekt († 16. června 1942)
- 31. července – Josef Taschek, československý německé národnosti († 29. ledna 1939)
- 3. srpna – Gustav Adolf Skalský, teolog a historik († 28. ledna 1926)
- 4. srpna – Felix Jenewein, český malíř († 2. ledna 1905)
- 30. srpna – Gustav Kroupa, česko-rakouský důlní inženýr († 31. května 1935)
- 8. září – Alois Koldinský, poslanec Českého zemského sněmu a starosta Smíchova († 28. března 1934)
- 9. září – Julius Stoklasa, český chemik fyziolog a biolog († 4. dubna 1936)
- 10. září – Břetislav Lvovský, český kontrabasista a hudební skladatel († 12. července 1910)
- 5. října – Bohuslav Rieger, právník a profesor rakouských říšských dějin († 25. května 1907)
- 10. října – Eduard Peck, kulturní pracovník valašský († 23. ledna 1931)
- 20. října – František Mareš, český fyziolog, filozof, rektor Univerzity Karlovy († 6. února 1942)
- 3. listopadu – Karel Vopička, českoamerický podnikatel a diplomat († 3. září 1935)
- 7. listopadu – Karel Kněžourek, přírodovědec († 3. listopadu 1920)
- 28. listopadu – Ladislav Dolanský, jazykovědec a hudební kritik († 17. července 1910)
- 8. prosince – Eduard Brzorád, český politik († 18. listopadu 1903)
- 16. prosince – František Řehoř, český etnograf († 6. října 1899)
- 25. prosince – Jan Alois Kubíček, kněz, církevní historik († 3. března 1929)
- 28. prosince – František Tyttl, mykolog a malíř († 6. června 1943)
- 30. prosince – František Chalupa, český spisovatel († 1. ledna 1890)

### Svět

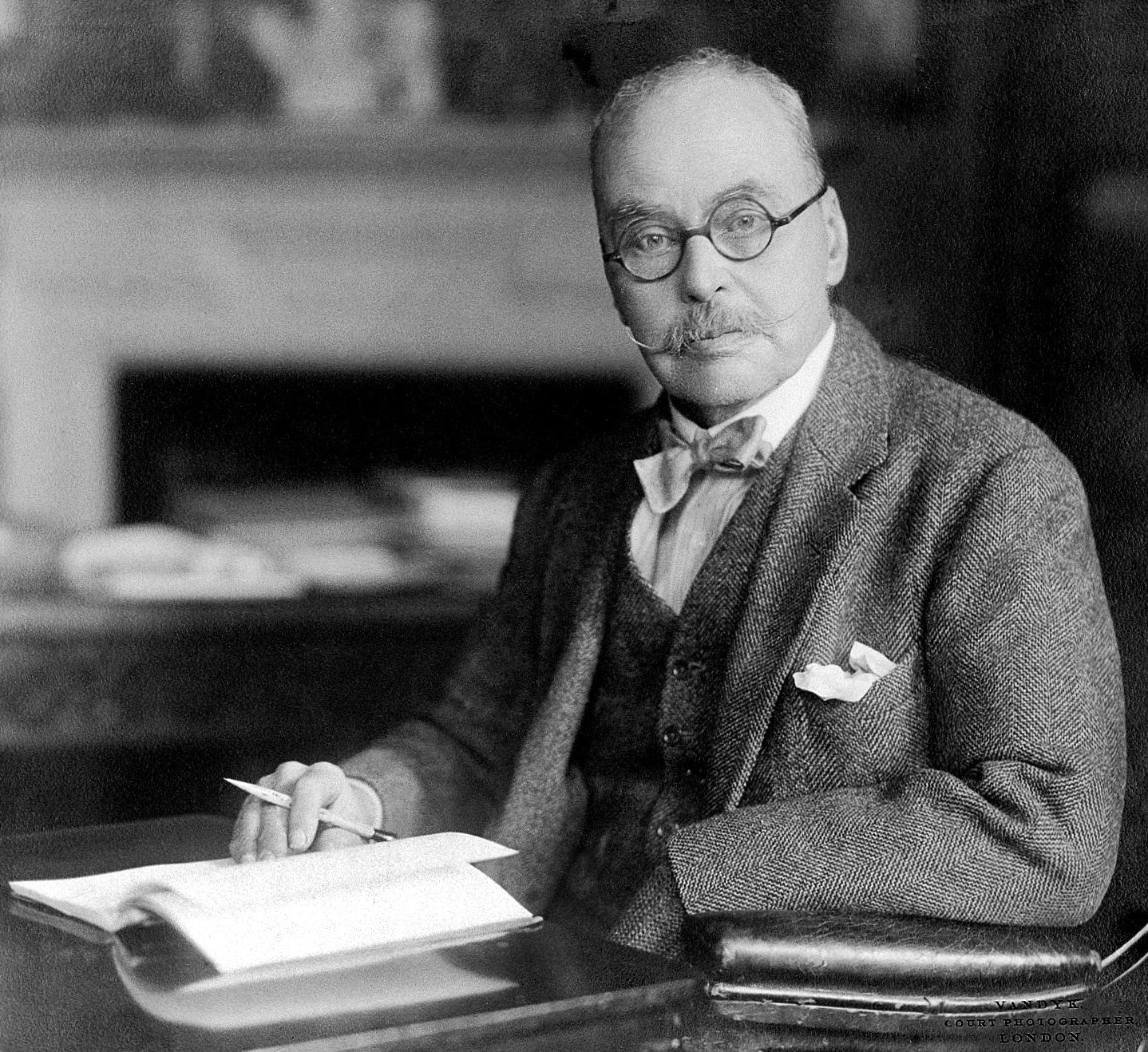
Ronald Ross (* 13. května)

- 12. ledna – Knut Johan Ångström, švédský fyzik († 4. března 1910)
- 16. ledna
  - Helena Meklenbursko-Střelická, sasko-altenburská princezna († 28. srpna 1936)
  - Stojan Protić, srbský politik a novinář († 28. října 1923)
- 20. ledna – Vladimir Michajlovič Bechtěrev, ruský neurofyziolog († 24. prosince 1927)
- 23. ledna – Andrija Mohorovičić, chorvatský seismolog a meteorolog († 18. prosince 1936)
- 26. ledna – Thinlä Gjamccho, 12. tibetský dalajlama († 25. dubna 1875)
- 3. února – Wilhelm Johannsen, dánský biolog a botanik († 11. listopadu 1927)
- 12. února
  - Arpad Schmidhammer, německý ilustrátor knih a karikaturista († 13. května 1921)
  - Eugène Atget, francouzský fotograf († 4. srpna 1927)
- 16. února – Samuel Steinherz, historik, rektor Německé univerzity v Praze, († 16. prosince 1942)
- 18. února – Max Klinger, německý sochař, malíř a grafik († 4. července 1920)
- 22. února
  - Robert Baden-Powell, zakladatel skautu († 8. ledna 1941)
  - Heinrich Rudolf Hertz, německý fyzik († 1. ledna 1894)
- 25. února – Friedrich Reinitzer, rakouský botanik a chemik († 16. února 1927)
- 27. února – Albert Meyer, německý dvorní fotograf († 24. srpna 1924)
- 28. února – Alfred Loisy, francouzský filozof a teolog († 1. června 1940)
- 7. března – Julius Wagner-Jauregg, rakouský neurolog, nositel Nobelovy ceny za fyziologii a medicínu († 27. září 1940)
- 21. března – Max Wickenburg, ministr veřejných prací Předlitavska († 4. února 1918)
- 22. března – Paul Doumer, francouzský prezident († 7. května 1932)
- 24. března – Timothee Adamowski, polský violoncellista, dirigent a hudební skladatel († 18. dubna 1943)
- 27. března – Karl Pearson, anglický matematik a filozof († 27. dubna 1936)
- 30. března – Gabriela Zapolska, polská dramatička, spisovatelka a publicistka († 17. prosince 1921)
- 5. dubna – Alexandr I. Bulharský, první kníže znovuobnoveného bulharského státu († 23. října 1893)
- 10. dubna – Lucien Lévy-Bruhl, francouzský filozof († 13. března 1939)
- 13. dubna – Sarah Ladd, americká fotografka († 30. března 1927)
- 14. dubna – Beatrix Sasko-Koburská, dcera britské královny Viktorie († 26. října 1944)
- 18. dubna – Terézia Vansová, slovenská spisovatelka († 10. října 1942)
- 20. dubna – Herman Bang, dánský spisovatel († 29. ledna 1912)
- 27. dubna – Theodor Kittelsen, norský malíř a ilustrátor († 21. ledna 1914)
- 30. dubna – Eugen Bleuler, švýcarský psychiatr († 15. července 1939)
- 1. května – Theo van Gogh, bratr malíře Vincenta van Gogha († 25. ledna 1891)
- 9. května – Luigi Illica, italský libretista († 16. prosince 1919)
- 11. května – Sergej Alexandrovič, syn cara Alexandra II. († 17. února 1905)
- 13. května – Ronald Ross, britský parazitolog a spisovatel, nositel Nobelovy ceny († 16. září 1932)
- 17. května – Mary Devens, americká fotografka († 13. března 1920)
- 19. května – John Jacob Abel, americký biochemik a farmakolog († 26. května 1938)
- 23. května – Marie Waldecko-Pyrmontská, princezna württemberská († 30. dubna 1882)
- 31. května
  - Vojtech Alexander, slovenský lékař a fyzik († 15. ledna 1916)
  - Pius XI., papež († 10. února 1939)
- 2. června
  - Edward Elgar, anglický hudební skladatel († 23. února 1934)
  - Karl Adolph Gjellerup, dánský nositel Nobelovy ceny za literaturu († 11. října 1919)
- 6. června – Alexandr Ljapunov, ruský matematik a fyzik († 3. listopadu 1918)
- 11. června – Antoni Grabowski, polský inženýr a esperantista († 4. července 1921)
- 24. června – Viktor von Hochenburger, předlitavský ministr spravedlnosti († 9. srpna 1918)
- 30. června – Friedrich von Ingenohl, německý admirál († 19. prosince 1933)
- 5. července – Klára Zetkinová, německá socialistická politička a novinářka († 20. června 1933)
- 6. července – Jakub Bojko, polský spisovatel a politik († 7. dubna 1943)
- 8. července – Alfred Binet, francouzský psycholog († 18. října 1911)
- 9. července – Fridrich II. Bádenský, poslední bádenský velkovévoda († 8. srpna 1928)
- 11. července – David Prain, skotský botanik († 16. března 1944)
- 13. července – Mauriz von Rössler, ministr obchodu Předlitavska († 12. prosince 1912)
- 20. července – Viktor Mataja, ministr obchodu Předlitavska († 19. června 1934)
- 21. července – Max Weiss, rakouský šachový mistr († 14. března 1927)
- 24. července
  - Juan Vicente Gómez, venezuelský prezident († 17. prosince 1935)
  - Henrik Pontoppidan, dánský spisovatel († 21. srpna 1943)
- 30. července – Thorstein Veblen, americký ekonom a sociolog († 3. srpna 1929)
- 5. srpna – Gustave Lanson, francouzský literární kritik († 15. prosince 1934)
- 8. srpna – Henry Fairfield Osborn, americký geolog] a paleontolog († 6. listopadu 1935)
- 10. září – Anton Bielek, slovenský spisovatel († 27. ledna 1911)
- 15. září – William Howard Taft, prezident Spojených států amerických († 8. března 1930)
- 17. září – Konstantin Eduardovič Ciolkovskij, teoretik raketových letů († 19. září 1935)
- 29. září – Şehzade Yusuf Izzeddin, syn osmanského sultána Abdulazize († 1. února 1916)
- 6. října – Robert Buser, švýcarský botanik († 29. března 1931)
- 18. října
  - Leopold Steiner, zemský hejtman Dolních Rakous († 16. ledna 1927)
  - Liu O, čínský spisovatel († 23. srpna 1909)
- 23. října – Georg Albrecht Klebs, německý botanik († 25. října 1918)
- 28. října – James Aurig, německý fotograf († 19. prosince 1935)
- 29. října
  - Theodor Escherich, německý bakteriolog († 15. února 1911)
  - Konrad Haebler, německý historik († 13. prosince 1946)
- 30. října – Georges Gilles de la Tourette, francouzský neurolog († 26. května 1904)
- 31. října – Axel Munthe, švédský lékař, spisovatel, pacifista a ochránce zvířat († 11. února 1949)
- 3. listopadu – Michail Alexejev, ruský generál († 25. září 1918)
- 12. listopadu – Constant Puyo, francouzský fotograf († 6. října 1933)
- 18. listopadu – Gunnar Heiberg, norský dramatik († 22. února 1929)
- 21. listopadu – Gottlieb Schumacher, americký architekt a archeolog († 26. listopadu 1925)
- 26. listopadu
  - Ferdinand de Saussure, švýcarský jazykovědec († 22. února 1913)
- 27. listopadu – Charles Scott Sherrington, britský fyziolog († 4. března 1952)
- 28. listopadu – Alfons XII., španělský král († 25. listopadu 1885)
- 3. prosince – Joseph Conrad, anglický spisovatel polského původu († 3. srpna 1924)
- 7. prosince
  - Louis Dollo, belgický paleontolog († 19. dubna 1931)
  - Hans-Georg Tersling, dánský architekt († 13. listopadu 1920)
- 11. prosinceGeorgij Plechanov, ruský politik a filozof († 30. května 1918)
- 16. prosince – Edward Emerson Barnard, americký astronom († 6. února 1923)
- 26. prosince – William B. Post, americký fotograf († 12. června 1921)
- 31. prosince – Wojciech Kossak, polský malíř († 29. července 1942)
- ? – Elmer Chickering, americký fotograf († 1915)
- ? – René Le Bègue, francouzský fotograf († 1914)
- ? – Kyrylo Genyk, ukrajinsko-kanadský imigrační pracovník († 12. února 1925)

## Úmrtí

### Česko
- 17. ledna – Fridrich Hannibal z Thurn-Taxisu, rakouský generál a šlechtic z české větve Thurn-Taxisů (* 3. září 1799)
- 23. března – Ignác Jaksch, teolog (* 1792)
- 27. července – Josef Ladislav Jandera, teolog, matematik, rektor Karlovy univerzity (* 19. února 1776)
- 5. srpna – Valentin Schopper, opat kláštera Vyšším Brodě (* 9. září 1771)
- 16. srpna – Karel Zimmermann, česko-německý malíř a kreslíř (* ? 1796)
- 9. října – Josef Ressel, český lesník, spisovatel a vynálezce (* 29. června 1793)
- 15. října – Alois Jelen, skladatel (* 11. května 1801)
- 22. prosince – Josef Franta Šumavský, buditel, spisovatel a lexikograf ( 27. listopadu 1796)
- ? – František Josef z Klebelsbergu, český šlechtic, rakouský ministr, sběratel umění (* 1774)
- ? – Johanna Salm-Reifferscheidt, česká malířka (* 1780)

### Svět

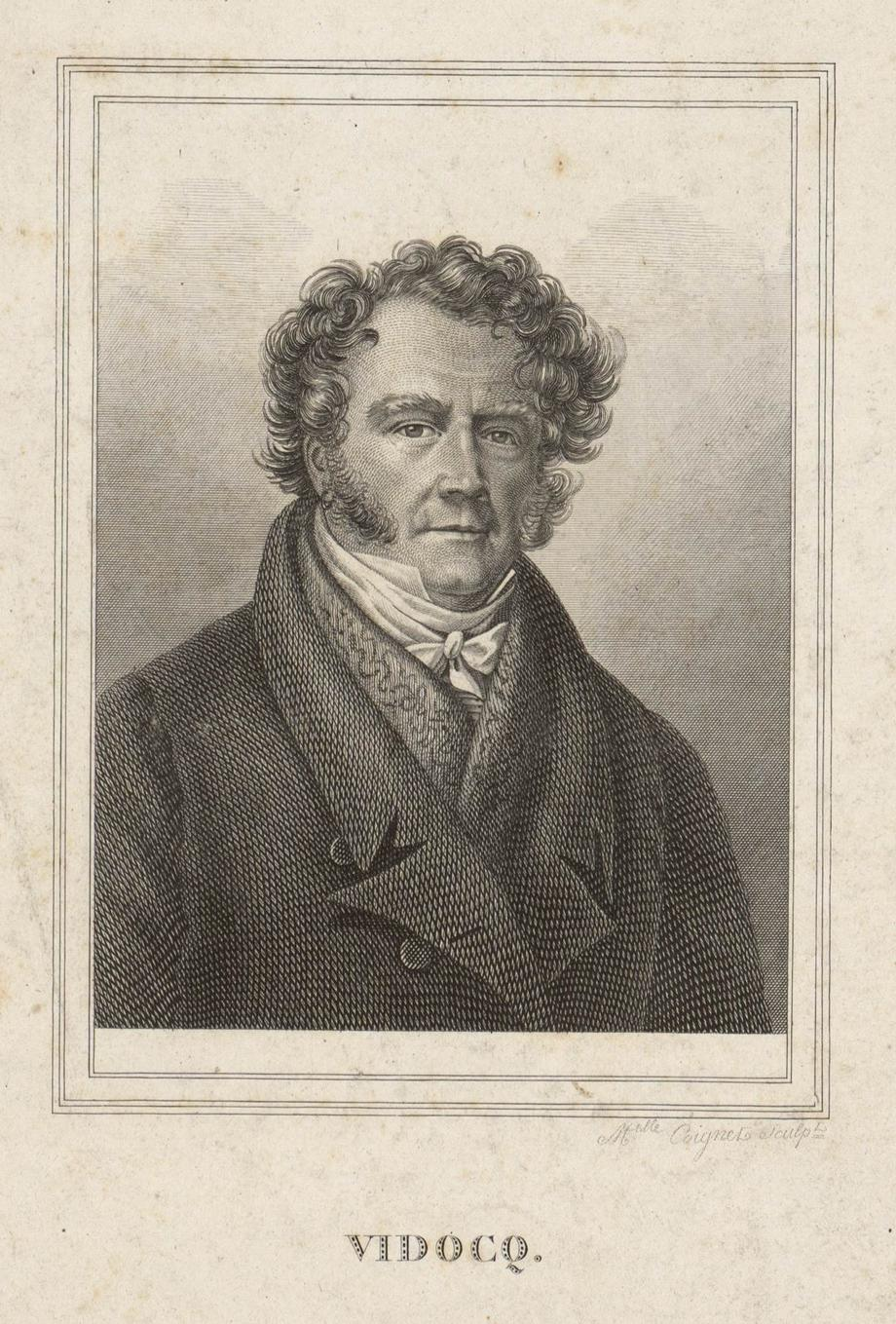
Eugène François Vidocq († 11. května)

- 3. ledna – Marie Dominique Auguste Sibour, francouzský arcibiskup (* 4. srpna 1792)
- 13. ledna – József Szén, maďarský šachový mistr (* 9. července 1805)
- 9. února – Dionysios Solomos, řecký básník (* 8. dubna 1798)
- 12. února – Alexandr Ivanovič Osterman-Tolstoj, ruský šlechtic a generál (* 2. srpna 1772)
- 15. února – Michail Ivanovič Glinka, ruský skladatel (* 1. června 1804)
- 1. března – Johann Jakob Heckel, rakouský zoolog a ichtyolog (* 23. ledna 1790)
- 9. března – Svatý Dominik Savio, patron ministrantů (* 2. dubna 1842)
- 12. března – Jean de Carro, švýcarský lékař (* 8. srpna 1770)
- 25. března – William Colgate, americký průmyslník (* 25. ledna 1783)
- 1. dubna – Teodolinda Leuchtenberská, württemberská hraběnka (* 13. dubna 1814)
- 25. dubna – Franz Xaver Riepl, rakouský geolog, stavitel železnic a hutní odborník (* 29. listopadu 1790)
- 1. května – Frederick Scott Archer, britský fotograf (* 1813)
- 2. května – Alfred de Musset, francouzský básník (* 11. prosince 1810)
- 11. května – Eugène-François Vidocq, zakladatel Sûreté (* 23. července 1775)
- 15. května – Vasilij Andrejevič Tropinin, ruský malíř (* 30. března 1776)
- 23. května – Augustin Louis Cauchy, francouzský matematik (* 21. srpna 1789)
- 28. května – John Plumbe, fotograf a železniční stavitel (* 13. července 1809)
- 21. června – Louis Jacques Thénard, francouzský chemik (* 4. května 1777)
- 22. června – Anna od Ježíše Marie Portugalská, portugalská infantka a nejmladší dcera krále Jana VI. Portugalského (* 23. října 1806)
- 13. července – François-Auguste Cheussey, francouzský architekt a stavitel (* 31. července 1781)
- 15. července – Carl Czerny, rakouský klavírista a skladatel (* 21. ledna 1791)
- 3. srpna – Eugène Sue, francouzský novinář a prozaik (* 10. prosince 1804)
- 27. srpna – Rufus Wilmot Griswold, americký básník (* 13. února 1815)
- 2. září – Martin Lichtenstein, německý lékař, průzkumník a zoolog (* 10. ledna 1780)
- 5. září – Auguste Comte, francouzský myslitel, jeden ze zakladatelů sociologie a filosofie pozitivismu (* 17. ledna 1798)
- 14. října – Johan Christian Dahl, norský malíř (* 24. února 1788)
- 18. listopadu – John Fleming, skotský zoolog a geolog (* 10. ledna 1785)
- 26. listopadu – Joseph von Eichendorff, německý spisovatel (* 10. března 1788)
- 3. prosince – Christian Daniel Rauch, německý sochař (* 2. ledna 1777)
- 15. prosince – George Cayley, britský konstruktér kluzáků (* 27. prosince 1773)
- 17. prosince – Francis Beaufort, irský hydrograf (* 7. května 1774)
- 23. prosince – Achille Devéria, francouzský malíř a litograf (* 6. února 1800)

## Hlavy států

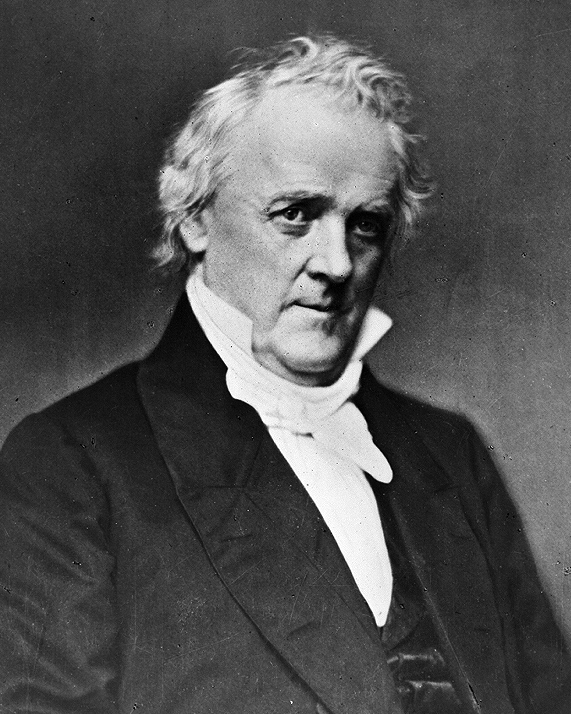
Americkým prezidentem se stal James Buchanan

- Francie – Napoleon III. (1852–1870)
- Království obojí Sicílie – Ferdinand II. (1830–1859)
- Osmanská říše – Abdülmecid I. (1839–1861)
- Prusko – Fridrich Vilém IV. (1840–1861)
- Rakouské císařství – František Josef I. (1848–1916)
- Rusko – Alexandr II. (1855–1881)
- Spojené království – Viktorie (1837–1901)
- Španělsko – Isabela II. (1833–1868)
- Švédsko – Oskar I. (1844–1859)
- USA – Franklin Pierce (1853–1857) do 4. března / James Buchanan (1857–1861) od 4. března
- Papež – Pius IX. (1846–1878)
- Japonsko – Kómei (1846–1867)
- Lombardsko-benátské království – Josef Radecký, poté Maxmilián I. Mexický